# Gypona verticalis
Gypona verticalis är en insektsart som beskrevs av Carl Stål 1864. Gypona verticalis ingår i släktet Gypona och familjen dvärgstritar. Inga underarter finns listade i Catalogue of Life.